# Basehor
Basehor är en ort i Leavenworth County i Kansas. Orten har fått sitt namn efter bosättaren Ephraim Basehor. Vid 2010 års folkräkning hade Basehor 4 613 invånare.